# 多梅尼爾站
多梅尼爾站（法語：Daumesnil）是巴黎地鐵的一個車站，位於巴黎12區。多梅尼爾站是巴黎地鐵6號線及巴黎地鐵8號線的一個車站，開業於1909年3月1日。多梅尼爾站這個站名來自於多梅尼爾大道。車站所在地在歷史上曾有一座城門。

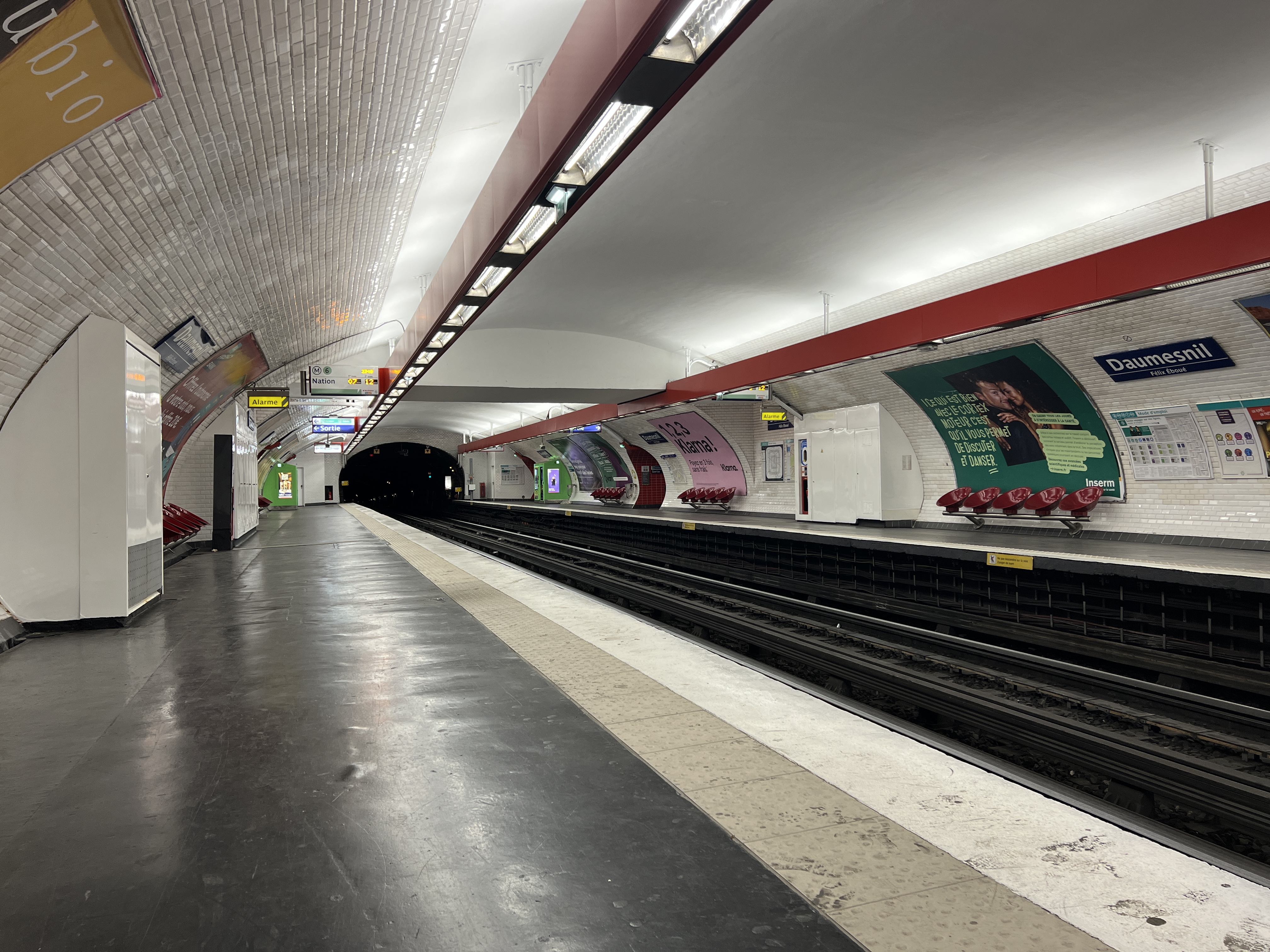
6號線月台（2022年7月）

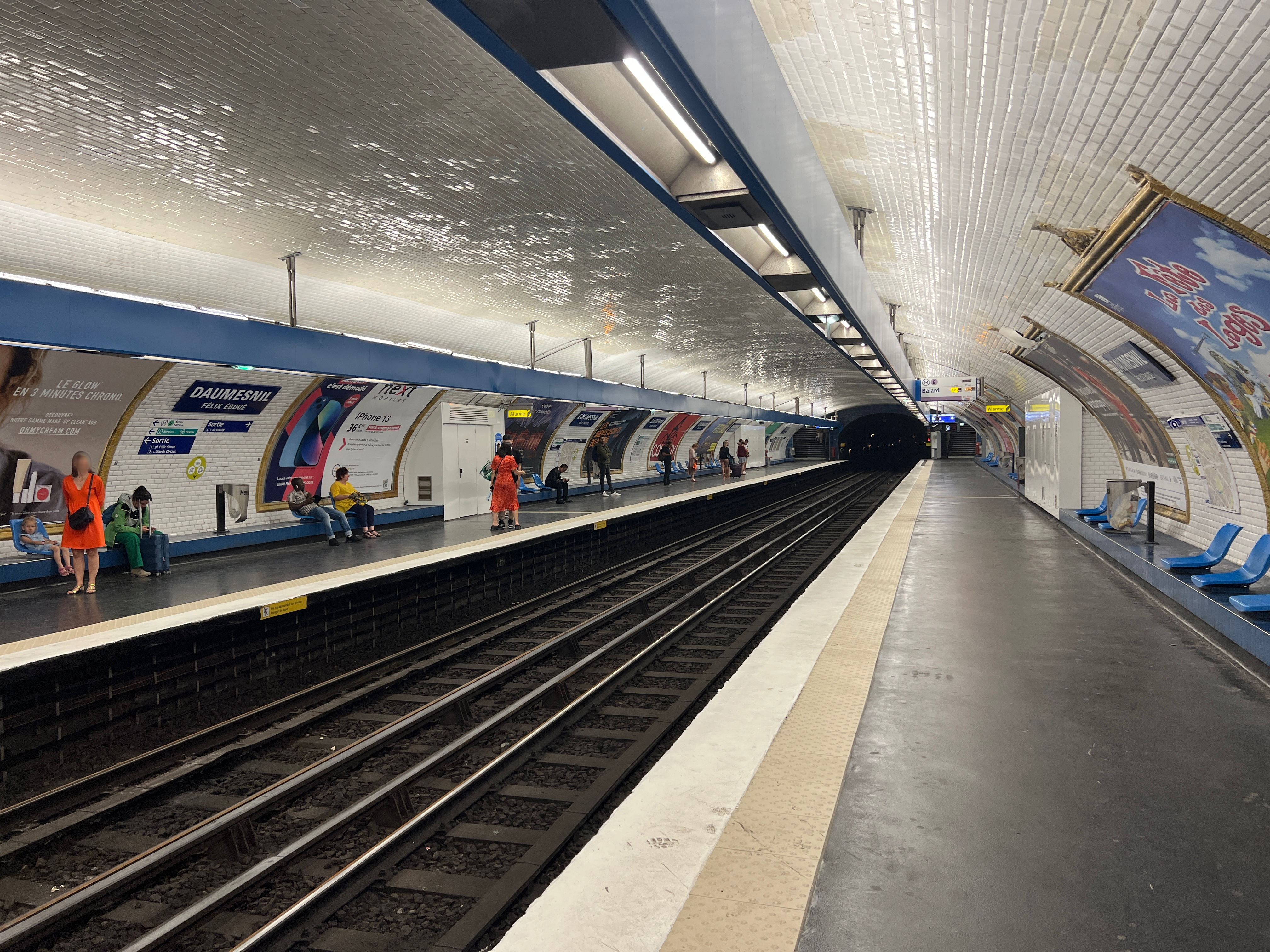
8號線月台（2022年7月）

## 車站結構
| 街道層      |                    |                                |
| B1          | 月台連接夾層       |                                |
| 6號線月台層 | 側式月台，右側開門 | 側式月台，右側開門             |
| 6號線月台層 | 往夏爾·戴高樂-星形 | 往夏爾·戴高樂-星形（迪戈米耶） |
| 6號線月台層 | 往民族             | 往民族（贝莱尔）               |
| 6號線月台層 | 側式月台，右側開門 |                                |
| 8號線月台層 | 側式月台，右側開門 | 側式月台，右側開門             |
| 8號線月台層 | 往巴拉             | 往巴拉尔（蒙加莱）             |
| 8號線月台層 | 往湖之角           | 往湖之角（米歇爾·比佐）        |
| 8號線月台層 | 側式月台，右側開門 |                                |